# Stalag 316 w Wołkowysku
Stalag 316 – niemiecki obóz jeniecki okresu II wojny światowej.
Wiosną 1941 roku, w VI Okręgu Wojskowym, powołano komendę stalagu i wartowniczy batalion rezerwowy z Akwizgranu. Komendzie tej powierzono dowództwo nad Stalagiem 316 w Wołkowysku. Stalag mieścił się w byłych koszarach polskich i początkowo spełniał rolę obozu przejściowego. W lutym 1942 w obozie przebywało 5414 jeńców radzieckich, a w kwietniu 2087 osób. 1 czerwca stan osobowy stalagu wynosił 849 jeńców. Zdecydowano zlikwidować obóz, a jeńców przeniesiono do stalagu w Białymstoku, który to przejął jego numerację.